# Сергиевич, Юлиан Иосифович
Юлиан Иосифович Сергеевич (бел. Юльян Іосіфавіч Сергиевич; 23 сентября 1910, село Юравщина, Ошмянский уезд, Виленская губерния, Молодечненский район, Минская область — 7 ноября 1976, село Ленкавщина, Молодечненский район) — белорусский поэт и педагог, художник.

## Биография
Родился в крестьянской семье. Учился в начальной школе, а потом занимался самообразованием. Работал в сельском хозяйстве. После службы в польской армии (1932—1933) закончил сельскохозяйственные курсы. В середине 1920-х был активистом БСРГ и ТБШ. С нападением Германии на Польшу в сентябре 1939 года мобилизован в польскую армию. Попал в немецкий плен. Находился в лагерях для военнопленных (вместе с Янкой Брылем), на работе у немецкого бауэра. Работал в комитете белорусской самопомощи в Берлине. Вернувшись на родину после войны преподавал в селе Ленкавщина и Манишницы Молодечненского района. Был арестован в 1946 году. До 1956 года находился в лагерях на севере Сибирь, Казахстан. Далее попал в колхоз имени Ленина Молодечанского района.

## Творчество
Дебютировал со стихотворением «Дуб» в 1922 году (журнал «Молодая жизнь»). Печатался в периодических изданиях Западной Беларуси, больше всего в журнале «Маланка» и газете «Путь молодежи»; в коллективном сборнике западнобелорусских писателей «Зелень веснаходу» (Вильнюс, 1928). Писал сценарии для самодеятельных коллективов. В 1939 должен был выйти подготовленный к печати сборник поэзии, но начало войны не позволило этим планам осуществиться, а 17 сентября 1939 года набор книги был заброшен. После войны и лагерей печатался мало, преимущественно в молодечненской районной газете. Некоторые произведения были опубликованы уже после его смерти. Отдельные произведения Юлиана Иосифовича вошли в сборник «Перепутье свободы» (1990).
Будучи художником, разрисовывал настенные ковры и писал тематические картины из жизни села. Художественные произведения Юлиана Сергиевича выставлялись на республиканской выставке в 1978 году.
Образ Юлиана Сергиевича стал прототипом одного из героев романа Я. Брыля «Птицы и гнёзда», а также образ художника как учителя, созданный в книге польского прозаика З. Жакевича «Волчьи луга».

## Літаратура
- Сергиевич Юльян // Беларускія пісьменнікі (1917—1990): Даведнік; Состав. А. Н. Гардзіцкі. Нав. рэд. А. Л. Верабей. — Мн.: Мастацкая літаратура, 1994. — 653 c.: ил. ISBN 5-340-00709-X
- Беларускія пісьменнікі: Біябібліяграфічны слоўнік. В 6 т. / пад рэд. А.  Мальдзіса. Мн.: БелЭн, 1992—1995.
- Маракоў Л. . Рэпрэсаваныя літаратары, навукоўцы, работники асветы, грамадскія і культурныя дзеячы Беларусі, 1794—1991. Энц. даведнік. В 10 т. — Т. 2. — Мн:, 2003. ISBN 985-6374-04-9
- Лет. с даведн. Л. . Маракова: Чаркасава Д. Люблю. Мн., 1978. С. 72-74
- Брыль Я. С любоўю да слова // Голас Радзімы. 1980, 21 февр.
- Гардзіенка А. Юльян Сергиевич // Наша ніва. 2001, 3 вер.